# Solid Rock
Solid Rock est une compilation des Rolling Stones composée de titres très connus et de six reprises de 1963 et 1964, notamment le très rare Poison Ivy de Jerry Leiber & Mike Stoller

## Titres
Tous les titres sont de Mick Jagger et Keith Richards sauf indications contraires.
1. Carol (Chuck Berry)
2. Route 66 (Bobby Troup)
3. Fortune Teller (Allen Toussaint - Naomi Neville)
4. I Wanna Be Your Man (Lennon/McCartney)
5. Poison Ivy (Jerry Leiber & Mike Stoller)
6. Not Fade Away (Norman Petty, Charles Hardin)
7. (I Can't Get No) Satisfaction
8. Get Off of My Cloud
9. Jumpin' Jack Flash
10. Connection
11. All Sold Out
12. Citadel
13. Parachute Woman
14. Live with Me
15. Honky Tonk Women